# Coraebus rubi
Espèce
Le bupreste du rosier (Coraebus rubi) est une espèce d'insectes de l'ordre des coléoptères qui vit notamment sur les ronces (Rubus spp.) et les framboisiers.
Dans certaines conditions sa larve peut endommager les racines des rosiers (Rosa spp.)

## Description

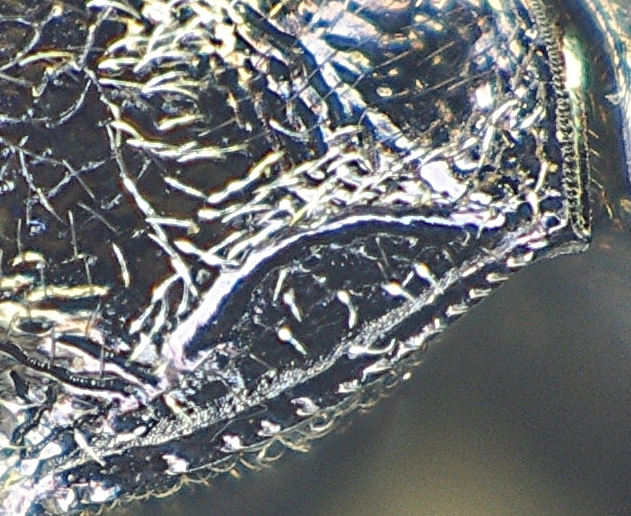
Détail, carène de la carapace

L'adulte a un corps allongé à bords parallèles de 8 à 10 mm de long, de couleur brun noir à reflets dorés, avec sur les élytres des taches grisâtres plus ou moins transversales caractéristiques.

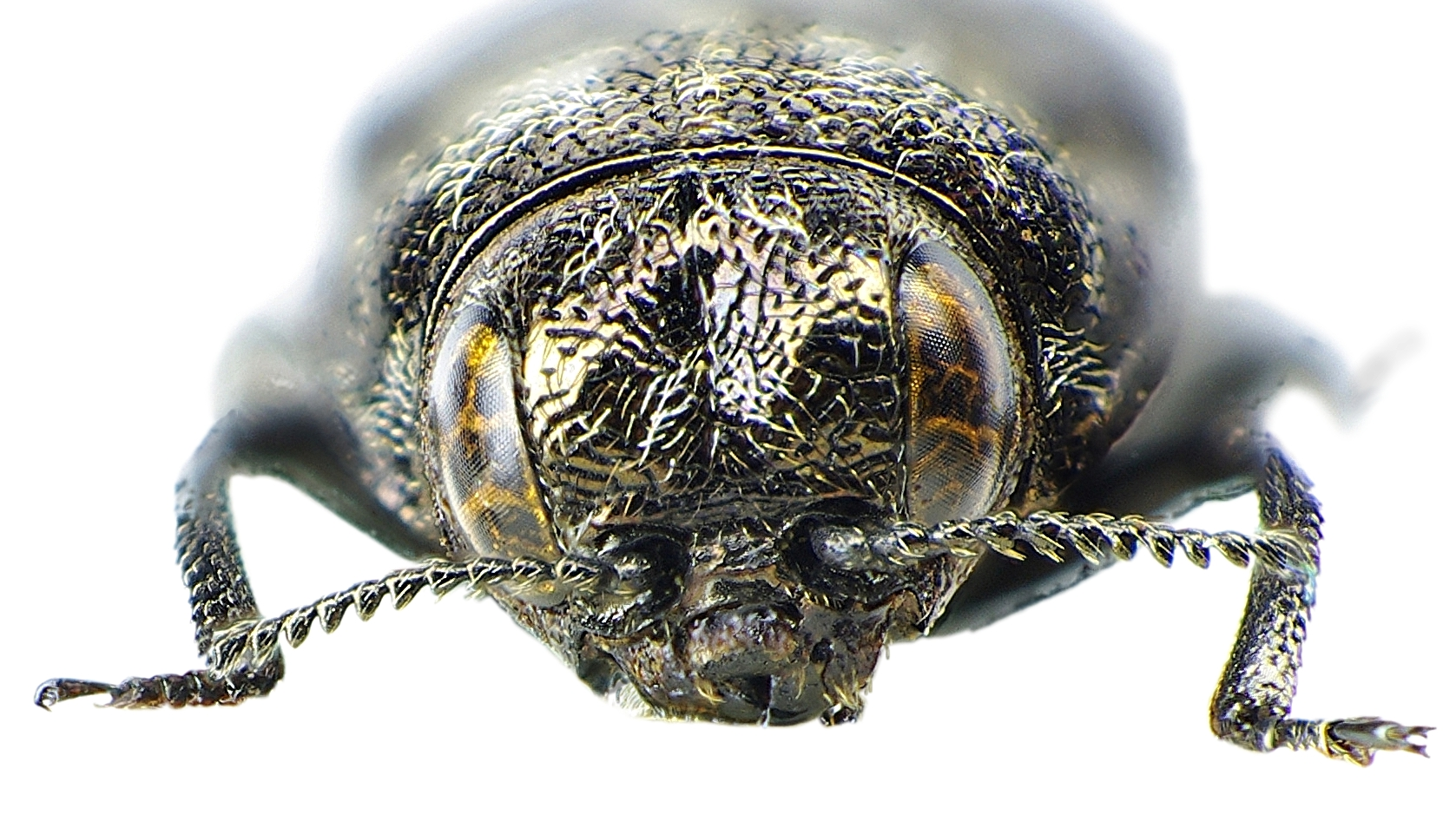
Adulte vu de face

La larve, de couleur blanc jaunâtre mesure 20 mm de long environ.

## Biologie
L'adulte se nourrit des feuilles de rosier, de ronce, de fraisier, qu'il découpe de manière irrégulière.
Les larves creusent des galeries spiralées dans les tiges, galeries descendant jusqu'au racines, puis remontent au niveau du sol pour la nymphose qui se produit vers le collet de la plante.
Ce sont les larves qui causent des dégâts importants aux plantes, le creusement des galeries entraînant le jaunissement du feuillage, le dessèchement des tiges et l'affaiblissement, voire la mort, de la plante.

## Distribution
L'aire de répartition de cette espèce comprend la plus grande partie de l'Europe, le Proche-Orient et l'Afrique du Nord.

## Prédateurs
- animaux insectivores,
- parasitoïdes tels que Aprostocetus sp.